# Nakong
Nakong ou Nakong Windé est un village du Cameroun situé dans le département de la Bénoué et la Région du Nord. Il fait partie de la commune de Barndaké, créée en 2007.

## Population
Lors du recensement de 2005, 348 habitants y ont été dénombrés.